# Marjorie Pollard
Marjorie Anne Pollard (nacida el 3 de agosto de 1899 - el 21 de marzo de 1982) fue una jugadora de críquet y hockey sobre césped, cineasta y escritora inglesa.

## Primeros años
Pollard ha hecho el primer comentario de la BBC sobre un partido de cricket masculino en 1935.

## Carrera internacional
Pollard nació y se educó en Peterborough, jugó al hockey con Inglaterra 37 veces en las décadas de 1920 y 1930, y cofundó la Asociación de críquet de mujeres.